# BitTorrent (software)
BitTorrent este un program peer-to-peer dezvoltat de Bram Cohen și BitTorrent, Inc., folosit pentru încărcarea și descărcarea fișierelor via protocolul BitTorrent. BitTorrent a fost primul client scris pentru protocol. Începând cu versiunea 6.0, clientul BitTorrent a suferit un rebranding devenind o versiune a µTorrent. Ca rezultat, el nu mai este open source.